# Stirling Highway
Der Stirling Highway ist eine Hauptverkehrsstraße in Perth im Südwesten des australischen Bundesstaates Western Australia. Er verbindet die Mounts Bay Road in Crawley mit der High Street im Seehafen Fremantle. Die meist vierspurige Straße ohne Mittelstreifen verläuft entlang des Nordufers des Swan River. Die Geschwindigkeitsbegrenzung liegt generell bei 60 km/h. Östlich von Crawley verbindet die Mounts Bay Road den Highway mit der nahegelegenen University of Western Australia und der Innenstadt von Perth.
Die Straße führt durch verschiedene westliche Vororte der Stadt, wie z. B. Nedlands, Claremont, Peppermint Grove, Cottesloe und Mosman Park. Auch viele Eliteschulen liegen an dieser Strecke, z. B. die Christ Church Grammar School, das Presbyterian Ladies' College und das Methodist Ladies' College. In Claremont und Cottesloe gibt es große Einkaufsviertel und entlang der gesamten Straße viele Einzelhändler. Der Streckenabschnitt südlich von Cottesloe führt entlang der Eisenbahn.

## Geschichte
Der Stirling Highway wurde ursprünglich als grober Feldweg angelegt, der nach der Gründung der Swan River Colony 1829 die beiden neu gegründeten Siedlungen Perth und Fremantle miteinander verband. Eine richtige Straße entstand auf dieser Strecke erst einige Jahrzehnte später, Gründe hierfür waren der Mangel an Arbeitskräften, die anfangs langsame Entwicklung der Kolonie, das anfängliche Fehlen einer Brücke über den Swan River am Südende des Feldweges und die Nutzung des Flusses selbst als wichtigster Transportweg zwischen den beiden Siedlungen.

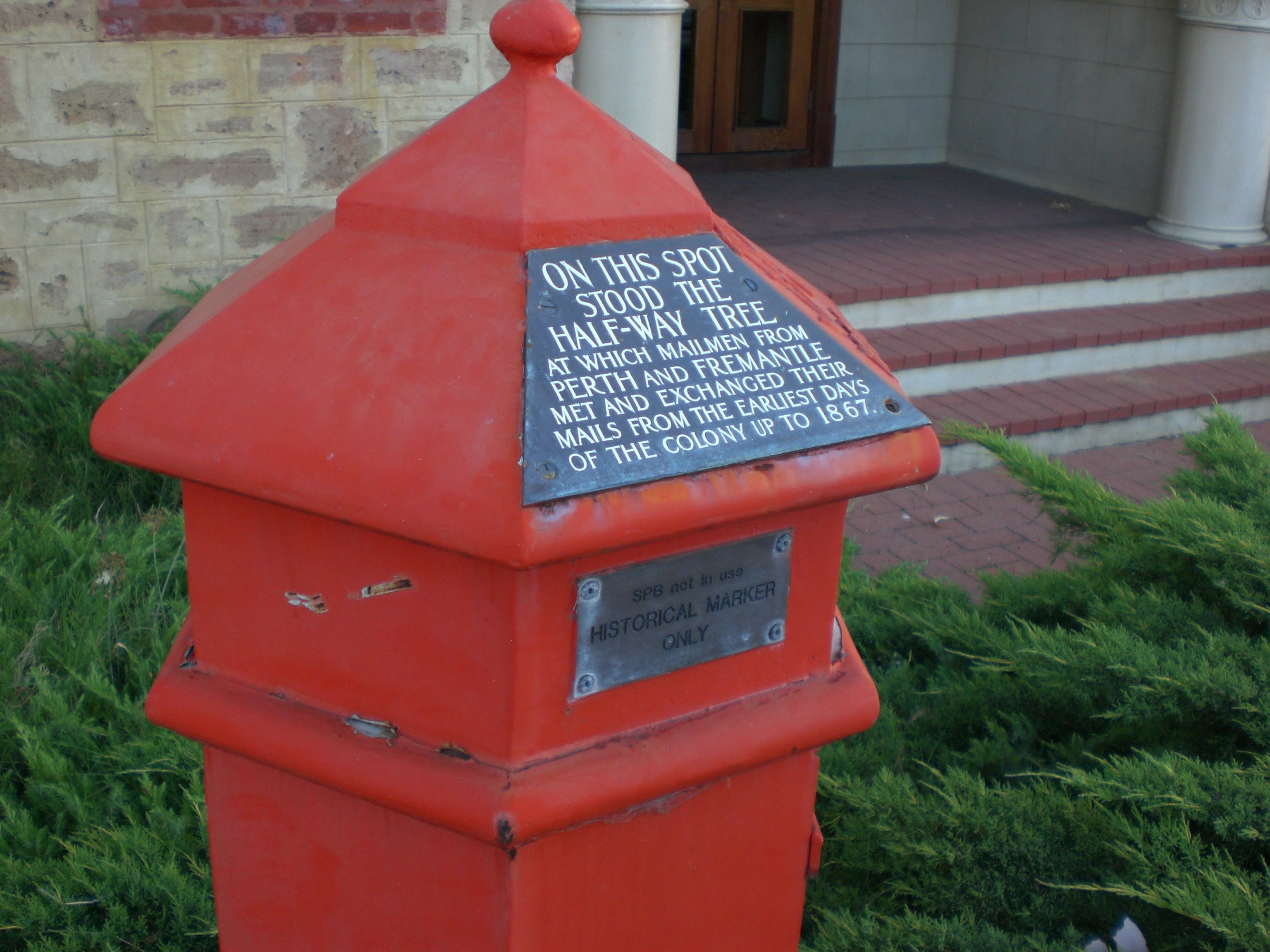
Halfway Tree: Historische Markierung der Postübergabe zwischen Perth und Fremantle bis 1867

Gefangene mussten die Straße bauen, nachdem die Kolonie 1850 als Sträflingskolonie etabliert wurde. 1858 wurden die Arbeiten abgeschlossen. 1881 wurde die Straße zur öffentlichen Fernstraße erklärt.
1881 wurde die Eisenbahnlinie von Perth nach Fremantle fertiggestellt, die streckenweise entlang der Straße verläuft. Dies beförderte die Entwicklung der westlichen Vororte von Perth und des Landes entlang der Straße.
1930 wurde die Straße zu Ehren des ersten Gouverneurs von Western Australia, Admiral Sir James Stirling, umbenannt. Der Bau des modernen Highways begann in den 1930er-Jahren und wurde in Abschnitten von je etwa 1 Meile Länge pro Jahr fertiggestellt:
- 1934 – Broadway in Nedlands bis zur Weld Street in Nedlands
- 1935 – Weld Street in Nedlands bis zur  Bay View Terrace in Claremont
- 1936 – Bay View Terrace in Claremont bis zur Anstey Street in Claremont
- 1937 – Anstey Street in Claremont bis zur Johnston Street in Peppermint Grove
- 1938 – Johnston Street in Peppermint Grove bis zur Leighton Crossing in North Fremantle
- 1939 – Leighton Crossing in North Fremantle bis nach Fremantle, einschließlich der neuen Fremantle Traffic Bridge.

Zu den Hochzeiten der Straßenbahnen und Trolleybusse in Perth (von den 1930er-Jahren bis zu den 1950er-Jahren) fuhren mehrere Linien auf dem Stirling Highway, wobei die Fahrdrähte durch Stahlmasten am Rand des Highways gehalten wurden. Nach dem Abbau der Straßenbahnlinien wurden die verbliebenen Masten bald unansehnlich und wurden Anfang der 2000er-Jahre im Rahmen des Projektes zur unterirdischen Stromkabelverlegung entfernt.
In den 1970er-Jahren entstand eine neue Brücke über den Swan River etwas östlich der Fremantle Traffic Bridge. Diese Stirling Bridge wurde 1974 dem Verkehr übergeben. Der Stirling Highway wurde über die neue Brücke geführt und endete am Canning Highway (S6).
Eine Verlängerung nach Süden zur High Street (S7) wurde 1985 eröffnet und sollte den ersten Teil des geplanten Roe Highway, Bauabschnitt 8 (Fremantle Eastern Bypass) darstellen. Diese Pläne wurden aber seither aufgegeben, sodass der Stirling Highway an der High Street sein Ende findet.